# Giải bóng đá vô địch quốc gia Quần đảo Cook 2012
Giải bóng đá vô địch quốc gia Quần đảo Cook 2012 là mùa giải thứ 39 được ghi nhận của giải đấu bóng đá cao nhất ở Quần đảo Cook, với việc không rõ kết quả ở các mùa giải từ 1951 đến 1969, mùa giải 1986 và cả 1988–1990. Tupapa Maraerenga giành chức vô địch và tham dự Giải bóng đá vô địch các câu lạc bộ châu Đại Dương 2013–14. Đây là chức vô địch thứ 10 được ghi nhận của đội bóng, mặc dù các nguồn khác cho rằng chức vô địch ở mùa giải 1992 và 1993 tương ứng thuộc về Takuvaine và Avatiu. Đây cũng là cú ăn ba danh hiệu thứ hai sau thành công ở các mùa giải 2001, 2002 và 2003. Nikao Sokattak là đội á quân, và Arorangi về thứ ba.

## Bảng xếp hạng
Tupapa Maraerenga giành chức vô địch, giải đấu tổ chức theo thi đấu vòng tròn hai lượt sân nhà và sân khách.
| XH | Đội                   | Tr | T  | H | T | BT | BB | HS  | Đ  | Lên hay xuống hạng                                                 |
| -- | --------------------- | -- | -- | - | - | -- | -- | --- | -- | ------------------------------------------------------------------ |
| 1  | Tupapa Maraerenga (C) | 12 | 10 | 1 | 1 | 54 | 7  | +47 | 31 | Tham dự Giải bóng đá vô địch các câu lạc bộ châu Đại Dương 2013–14 |
| 2  | Nikao Sokattak        | 12 | 8  | 0 | 4 | 55 | 12 | +43 | 24 |                                                                    |
| 3  | Arorangi              | 12 | 6  | 1 | 5 | 23 | 31 | −8  | 19 |                                                                    |
| 4  | Matavera              | 12 | 6  | 1 | 5 | 14 | 26 | −12 | 19 |                                                                    |
| 5  | Takuvaine             | 12 | 3  | 3 | 6 | 14 | 37 | −23 | 12 |                                                                    |
| 6  | Avatiu                | 12 | 2  | 3 | 7 | 16 | 29 | −13 | 9  |                                                                    |
| 7  | Titikaveka            | 12 | 1  | 3 | 8 | 17 | 48 | −31 | 6  |                                                                    |

Nguồn: 
Quy tắc xếp hạng: 1. Điểm; 2. Hiệu số bàn thắng; 3. Số bàn thắng.
(VĐ) = Vô địch; (XH) = Xuống hạng; (LH) = Lên hạng; (O) = Thắng trận Play-off; (A) = Lọt vào vòng sau. 
Chỉ được áp dụng khi mùa giải chưa kết thúc: 
(Q) = Lọt vào vòng đấu cụ thể của giải đấu đã nêu; (TQ) = Giành vé dự giải đấu, nhưng chưa tới vòng đấu đã nêu.

## Kết quả
| Nhà \ Khách[1]    | ARO | AVA | MAT | NIK | TAK | TIT  | TUP |
| Arorangi          |     | 2–1 | 5–0 | 0–3 | 1–3 | 5–1  | 1–1 |
| Avatiu            | 2–1 |     | 1–2 | 0–3 | 2–2 | 0–0  | 1–6 |
| Matavera          | 3–1 | 1–0 |     | 2–0 | 0–1 | 2–2  | 0–9 |
| Nikao Sokattak    | 6–1 | 3–2 | 4–0 |     | 2–3 | 15–0 | 1–2 |
| Takuvaine         | 0–4 | 1–1 | 1–3 | 0–2 |     | 2–9  | 0–3 |
| Titikaveka        | 0–1 | 2–5 | 0–1 | 1–9 | 1–1 |      | 0–4 |
| Tupapa Maraerenga | 9–0 | 6–1 | 2–0 | 0–2 | 9–0 | 3–1  |     |

Cập nhật lần cuối: ngày 24 tháng 11 năm 2012.
Nguồn: 
1 ^ Đội chủ nhà được liệt kê ở cột bên tay trái.
Màu sắc: Xanh = Chủ nhà thắng; Vàng = Hòa; Đỏ = Đội khách thắng.

NB; Trận đấu Arorangi 1–5 Nikao Sokattak được xử thắng cho Arorangi